# Rhytiphora rugicollis
Rhytiphora rugicollis är en skalbaggsart som först beskrevs av Johan Wilhelm Dalman 1817.  Rhytiphora rugicollis ingår i släktet Rhytiphora och familjen långhorningar. Inga underarter finns listade i Catalogue of Life.